# Запорно-пломбировочное устройство

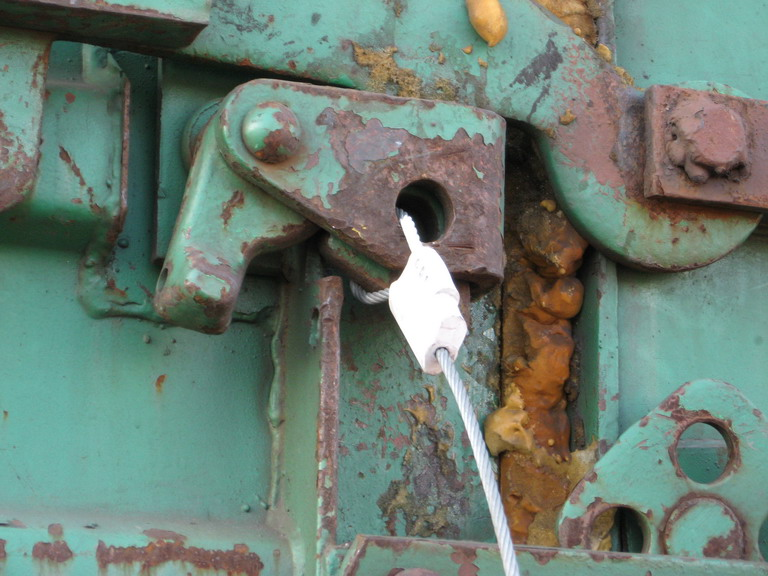
ЗПУ типа «Спрут-777», установленное на дверную накладку и ушко стойки створок дверей крытого вагона

Запорно-пломбировочное устройство (ЗПУ) — механическое приспособление, препятствующее несанкционированному доступу к охраняемым материальным ценностям и позволяющее визуализировать факт вмешательства в случае, если несанкционированное вскрытие такого устройства всё же произошло.
В отличие от замка, ЗПУ является изделием однократного применения.

## Назначение и область применения
ЗПУ используется для запирания и опломбирования стационарных объектов (складов, служебных помещений), объектов транспорта (контейнеров, кузовов грузовых автотранспортных средств, железнодорожных вагонов и цистерн), а также технологических ёмкостей, отсеков и т. д.

## История появления

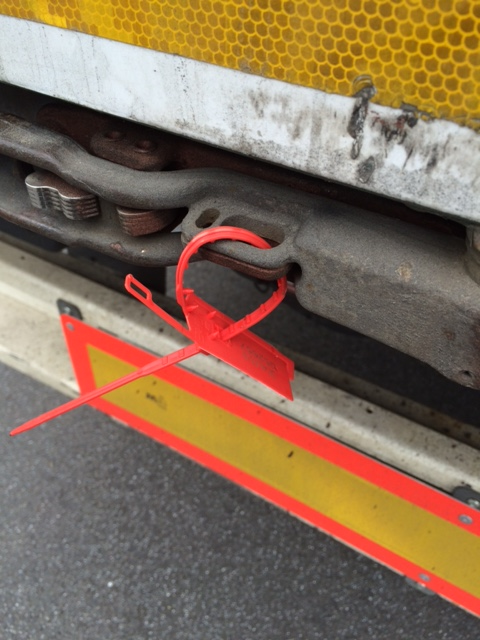
Запорно-пломбировочное устройство в виде стяжки с индивидуальным номером, вносимым в транспортные документы. Не предотвращает вскрытие, но сигнализирует о нём

Появление ЗПУ явилось следствием эволюции средств защиты ценностей, первыми из которых были пломбы в виде глиняных заглушек или табличек с нанесённым на них сложным рисунком, которые служили для опломбирования кувшинов, документов и прочих ценностей. Следующим этапом стало появление восковых и сургучных печатей, свинцовых пломб, печатных оттисков. Во времена бурного развития транспортной отрасли такие пломбы потеряли свою полезность, потому что могли быть подделаны, не обладали достаточной прочностью к внешним воздействиям. Сначала транспортники пытались заменить пломбирование применением обычных замков, которыми запирались железнодорожные вагоны, корабельные трюмы, контейнеры, ящики, цистерны. Тут выявился один из недостатков — следы вскрытия замка были обычно не видны невооруженным глазом и выявлялись только при экспертизе. Поэтому хозяин груза и перевозчик могли сколь угодно долго в процессе перевозки пребывать в уверенности, что груз в целостности, сохранности, а на самом деле кража уже состоялась.
Впоследствии сформировались требования к средствам защиты груза — доступность по цене для большинства перевозчиков, возможность явно установить факт несанкционированного доступа к грузу, при этом должна была быть обеспечена силовая защита ёмкости с грузом.
Так появились ЗПУ — устройства, совмещающие в своей конструкции как функции пломбы, так и функцию одноразового замка. На Руси были известны мелкие аналоги печатей — деревянные запорные пломбы. Древнерусские новгородские пломбы, представляли собой небольшие десятисантиметровые деревянные цилиндры, с двумя длинными взаимно перпендикулярными выемками и клинообразной заглушкой.
Каждое ЗПУ, используемое в настоящее время, имеет следующие отличительные особенности от своих предшественниц:
1. Низкая стоимость при высоком качестве и высокой степени защитных свойств, поэтому они могут быть изготовлены только в заводских условиях, подделка крайне затруднена.
2. Наличие у каждого ЗПУ широкого перечня идентификационных признаков, по которым есть возможность «опознать» каждый конкретный экземпляр ЗПУ.
3. Высокая устойчивость к воздействию окружающей среды и стойкость к криминальному вскрытию.

## Классификация
По уровню механической защиты ЗПУ подразделяют на:
1. Усиленные силовые, выдерживающие усилие разрыва свыше 20кН (2тс);
2. Силовые, выдерживающие усилие разрыва от 10 до 20кН включительно (от 1 до 2тс включительно);
3. Нормальные, выдерживающие усилие разрыва от 1 до 10кН включительно (от 0,1 до 1тс включительно).

По уровню стойкости к несанкционированному (криминальному) вскрытию ЗПУ подразделяют на:
| Наименование уровня механической стойкости | Наименование подгруппы по устойчивости к несанкционированному (криминальному) вскрытию | Норматив устойчивости к несанкционированному (криминальному) вскрытию, минут |
| ------------------------------------------ | -------------------------------------------------------------------------------------- | ---------------------------------------------------------------------------- |
| Усиленные силовые                          | Наивысшей стойкости                                                                    | Свыше 60 до 100 включит.                                                     |
| Силовые, нормальные                        | Устойчивые                                                                             | Свыше 31 до 60 включит.                                                      |

## Применение на железнодорожном транспорте
Наибольшее применение ЗПУ получили на железнодорожном транспорте. С помощью ЗПУ груз, перевозимый в вагонах и контейнерах, защищается от кражи. На российских железных дорогах принят такой порядок использования ЗПУ:, при котором каждое из таких устройств находилось бы под контролем и было бы учтено на всех этапах их жизненного цикла: производство, поставка грузоотправителям и железным дорогам, навешивание на вагон или контейнер, снятие с вагона или контейнера после осуществленной перевозки, утилизация использованного ЗПУ в целях недопущения повторного его применения.
Каждое ЗПУ, предназначенное для применения на железнодорожном транспорте, имеет свой уникальный контрольный номер.